# Frontenay-Rohan-Rohan
Frontenay-Rohan-Rohan – miejscowość i gmina we Francji, w regionie Nowa Akwitania, w departamencie Deux-Sèvres.
Według danych na rok 1990 gminę zamieszkiwało 2571 osób, a gęstość zaludnienia wynosiła 76 osób/km² (wśród 1467 gmin regionu Poitou-Charentes Frontenay-Rohan-Rohan plasuje się na 99. miejscu pod względem liczby ludności, natomiast pod względem powierzchni na miejscu 126.).